# شرلوته فیک
شِـرلوته فیک (دانمارکی: Charlotte Fich؛ زادهٔ ۲۶ سپتامبر ۱۹۶۱) بازیگر اهل دانمارک است.
از فیلم‌هایی که وی در آن نقش داشته‌است، می‌توان به قتل شبه‌عمد، دنیاهایی جدا افتاده و واحد سیار اشاره کرد.
وی بابت ایفای نقش در فیلم قتل شبه‌عمد برندهٔ جوایز بودیل و جایزه روبرت شد.